# Calyptranthes punctata
Calyptranthes punctata är en myrtenväxtart som beskrevs av August Heinrich Rudolf Grisebach. Calyptranthes punctata ingår i släktet Calyptranthes och familjen myrtenväxter.
Artens utbredningsområde är Kuba. Inga underarter finns listade i Catalogue of Life.